# Републикански път III-409
Републикански път IIІ-409 е третокласен път, част от републиканската пътна мрежа на България, преминаващ изцяло по територията на област Търговище. Дължината му е 36,2 км.
Пътят се отклонява наляво при 208,6 км на Републикански път I-4, северно от град Омуртаг и се насочва на северозапад през историко-географската област Сланник. Последователно преминава през селата Горна Хубавка и Моравка, като заобикаля от север язовир „Ястребино“, след което завива на север. Минава през село Конак и източно от село Априлово слиза в долината на река Черни Лом, като продължава на запа по долината ѝ. Преминава през село Априлово, завива на север и покрай левия бряг на реката достига до село Светлен, като в северната му част се съединява с Републикански път II-51 при неговия 56,7 км.
| Пътища, отклоняващи се надясно (населено място, № на пътя, посока на пътя) | Км   | Пътища, отклоняващи се наляво (посока на пътя, № на пътя, населено място) |
| -------------------------------------------------------------------------- | ---- | ------------------------------------------------------------------------- |
| Община Омуртаг, I-4, 208,6 км ←                                            | 0,0  | ← 208,6 км, I-4, Община Омуртаг                                           |
| с. Горна Хубавка                                                           | 4,4  | с. Горна Хубавка                                                          |
|                                                                            | 6,6  | → общински път (за с. Долна Хубавка)                                      |
| Община Антоново                                                            | 7,6  | Община Антоново                                                           |
| (за с. Китино) общински път ←                                              | 9,5  |                                                                           |
| (за с. Коноп) общински път, с. Моравка ←                                   | 11,6 | с. Моравка                                                                |
|                                                                            | 12,4 | → общински път (за с. Трескавец)                                          |
|                                                                            | 15,4 | ← 9,7 км, III-2042 (от с. Добротица)                                      |
| Община Попово                                                              | 17,5 | Община Попово                                                             |
| с. Конак                                                                   | 21,7 | с. Конак                                                                  |
| (от 230,7 км на I-4) III-4009, 26,6 км →                                   | 26,9 |                                                                           |
| с. Априлово                                                                | 29,3 | с. Априлово                                                               |
|                                                                            | 33,9 | → общински път (за с. Звезда)                                             |
| (до 95,5 км на I-2) II-51, 56,7 км, с. Светлен ←                           | 36,2 | ← с. Светлен, 56,7 км, II-51 (от гр. Бяла)                                |